# Stenellipsis unicolor
Stenellipsis unicolor är en skalbaggsart som beskrevs av Stefan von Breuning 1938. Stenellipsis unicolor ingår i släktet Stenellipsis och familjen långhorningar. Inga underarter finns listade i Catalogue of Life.